# St Blane's Church

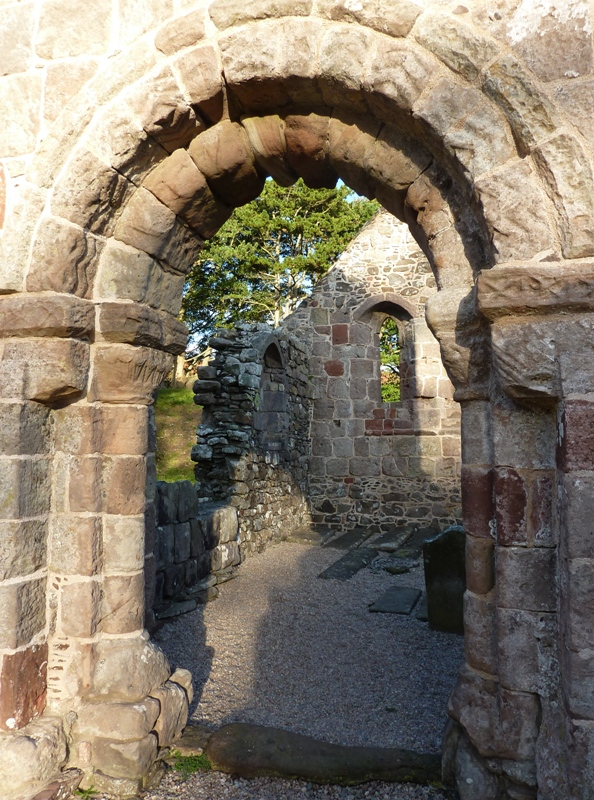
De versierde boog die het schip van het koor scheidt.

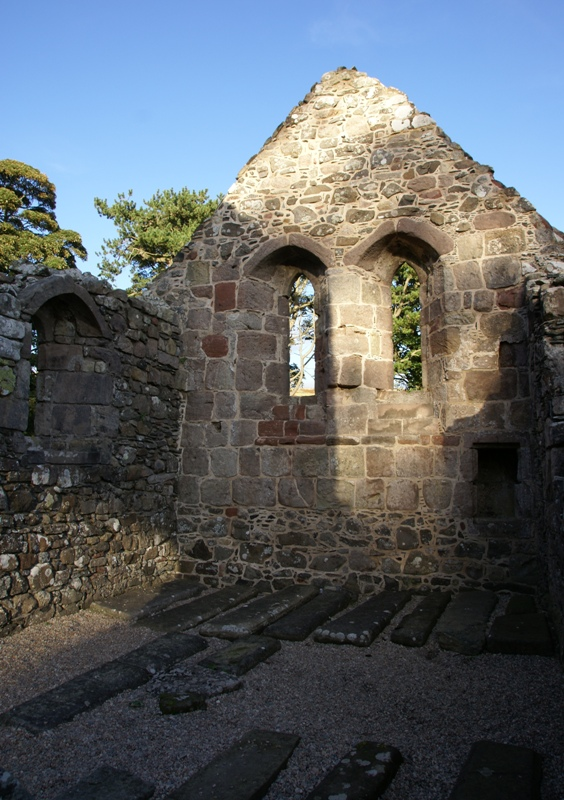
Het koor is dertiende-eeuws.

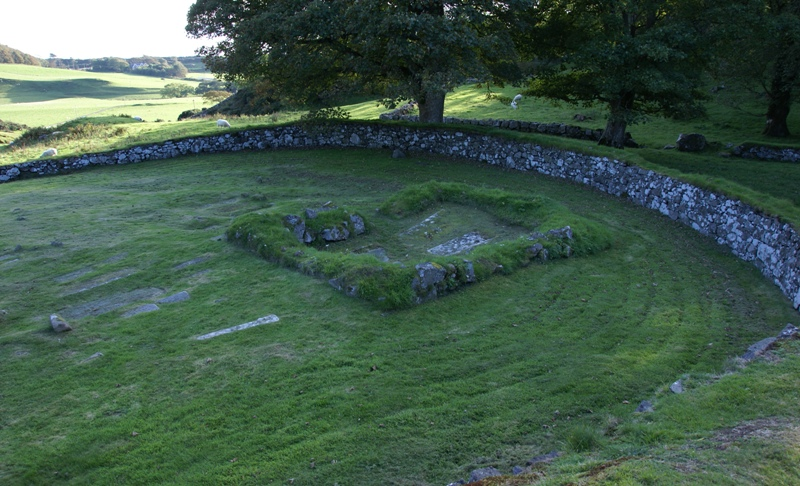
De onderste begraafplaats gezien vanaf de bovenste begraafplaats.

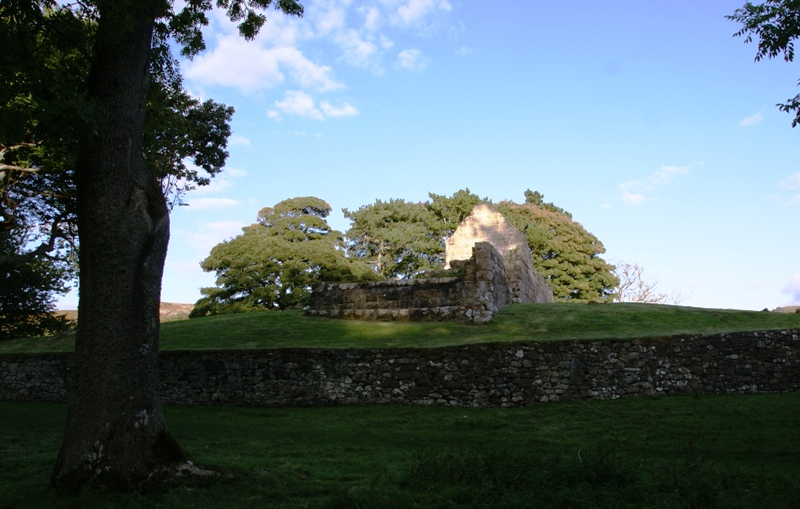
De kerk ligt op een verhoging. Hier gezien vanuit het westen.

St Blane's Church is (de ruïne van) een twaalfde-eeuwse kerk, die onderdeel was van een klooster. De kerkruïne is gelegen ten zuiden van Kingarth op het zuidelijk deel van Bute, een eiland van de Firth of Clyde in de Schotse regio Argyll and Bute.

## Geschiedenis
Traditie zegt dat aan het einde van de zesde eeuw Sint Catan een christelijke abdij vestigde op de plaats waar later St Blane's Church zou komen. Hij zou als abt en bisschop opgevolgd zijn door zijn neef die later bekend werd als Sint Blane. In later tijd stichtte Sint Blane de nederzetting Dunblane in Stirlingshire. De abdij van Kingarth werd in ieder geval in de zesde eeuw gesticht. Een lijst overgeleverd uit de negende eeuw noemt de abten tussen 659 en 790. Over de periode tot aan de twaalfde eeuw is niets bekend, al moet het gebied als begraafplaats in gebruik zijn gebleven, getuige de aanwezige grafstenen. Rond 800 begonnen de overvallen van de Vikingen.
In de twaalfde eeuw werd St Blane's Church gebouwd als parochiekerk voor Bute. Het koor van de kerk werd vermoedelijk herbouwd of uitgebreid in de dertiende eeuw. In de dertiende eeuw werd Bute werd verdeeld in twee parochies; St Mary's Church in Rothesay werd gebouwd als tweede parochiekerk.
Na de Reformatie in 1560 weigerde de parochiepriester Sir James McWararty over te gaan tot het protestantse geloof. Hij weigerde eveneens St Blane's Church op te geven en woonde zeker tot 1587 in een huis nabij de kerk.
Tussen 1875 en 1896 werd de ruïne geconserveerd door de architect Charles Weir Schultz in opdracht van John Crichton-Stuart, derde markies van Bute en werden er opgravingen verricht. In de jaren zestig en negentig van de twintigste eeuw werden de onderzoekingen voortgezet.

## Bouw
Om het terrein, waar St Blane's Church staat, bevindt zich een lage aarden wal met stenen bekleed. Vermoedelijk zijn dit de resten van de vallum, de grens die de abdij scheidde van de wereld. Hierbinnen bevindt zich een ommuurde verhoging met een lengteas die noord-zuid loopt. Op deze verhoging bevinden zich St Blane's Church en de bovenste begraafplaats. Deze ommuring van 0,8 meter hoog en 1,5 meter breed volgt hoogstwaarschijnlijk de ringmuur van de oorspronkelijke vroegchristelijke abdijkerk.
St Blane's Church is oost-westelijk georiënteerd. Aan de zuidzijde liggen de bovenste en onderste begraafplaats. De kerk bestaat uit een schip en een koor, waarbij het schip langer en breder is dan het koor. De toegang tot het schip bevindt zich aan het westelijk uiteinde van de zuidelijke muur. De oostelijke gevel is vrij intact en bevat een romaneske boog die toegang geeft tot het koor. De boog is versierd met chevrons en de uitstekende delen waarop de boog rust zijn versierd met hondetanden.
In de noordelijke muur bevindt zich een spitsboogvenster. In de oostelijke gevel bevinden zich twee hoger geplaatste spitsboogvensters, die dateren uit de veertiende of vijftiende eeuw.
Op de bovenste begraafplaats mochten tot 1661 enkel mannen begraven worden. Waarschijnlijk had deze regel zijn oorsprong in het feit dat de bovenste begraafplaats enkel voor monniken bedoeld was, terwijl de onderste begraafplaats voor de leken bedoeld was.
De meeste grafstenen op de begraafplaatsen dateren uit de twaalfde en dertiende eeuw, al zijn er ook grafstenen uit de achtste eeuw aanwezig.
Op de begraafplaats ten zuiden van het koor bevindt zich een zogenaamde hogback uit de tiende eeuw, die vaak foutief wordt aangegeven als zijnde het graf van Sint Blane.
Vanaf de bovenste begraafplaats leidt een kleine stenen trap, die direct ten zuiden van de boog van het koor begint, naar een greppelachtige doorgang die de bovenste begraafplaats splitst in twee delen. De doorgang leidt tot de onderste begraafplaats.
Op de onderste begraafplaats bevinden zich nabij de westelijke muur de resten van een klein rechthoekig gebouw met muren van 0,6 meter hoog.
Ten noordwesten van de begraafplaats, buiten de omwalling ervan, bevinden zich de resten van een ronde ommuring. Dit bouwsel is circa 10 bij 9,3 meter groot. De muren zijn 2,5 meter dik en hebben nog een maximale hoogte van twee meter. De ingang bevindt zich aan het zuidoosten. Dit bouwsel staat bekend onder de naam Devil's Cauldron (Ketel van de Duivel) en zou onderdeel kunnen zijn geweest van de vroegchristelijke nederzetting.
Ten westen van de begraafplaats bevindt zich een put. Aan de zuidwestelijke zijde bevinden zich de resten van een zestiende-eeuws gebouw, dat vermoedelijk het huis van de priester was.

## Folklore
Traditie zegt dat het de regel was dat de bovenste begraafplaats enkel voor mannen was en de onderste begraafplaats voor vrouwen. Deze regel zou zijn opgelegd door St Blane. Deze heilige kwam terug uit Rome met geconsacreerde aarde, toen de mand waarin hij de grond vervoerde kapotging en de geconsacreerde aarde op de grond viel. Hij vroeg hulp van een aantal vrouwen die op weg waren om schelpdieren te verzamelen. Zij weigerden en daarop vaardigde St Blane de regel uit dat noch die verzamelaarsters noch anderen van hun geslacht begraven mochten worden in heilige grond.

## Beheer
De St Blane's Church wordt beheerd door Historic Scotland.